# Shenandoah (Louisiana)
Shenandoah és una població dels Estats Units a l'estat de Louisiana. Segons el cens del 2000 tenia 17.070 habitants.

## Demografia
Segons el cens del 2000, Shenandoah tenia 17.070 habitants, 5.911 habitatges, i 4.900 famílies. La densitat de població era de 1.052,8 habitants/km².
Dels 5.911 habitatges en un 46,7% hi vivien nens de menys de 18 anys, en un 73,1% hi vivien parelles casades, en un 7,1% dones solteres, i en un 17,1% no eren unitats familiars. En el 13,5% dels habitatges hi vivien persones soles el 2,5% de les quals corresponia a persones de 65 anys o més que vivien soles. El nombre mitjà de persones vivint en cada habitatge era de 2,89 i el nombre mitjà de persones que vivien en cada família era de 3,21.
Per edats la població es repartia de la següent manera: un 29,8% tenia menys de 18 anys, un 7,3% entre 18 i 24, un 30,6% entre 25 i 44, un 27,3% de 45 a 60 i un 5% 65 anys o més.
L'edat mediana era de 36 anys. Per cada 100 dones de 18 o més anys hi havia 95,4 homes.
La renda mediana per habitatge era de 73.536 $ i la renda mediana per família de 79.302 $. Els homes tenien una renda mediana de 58.938 $ mentre que les dones 31.339 $. La renda per capita de la població era de 29.722 $. Entorn de l'1,2% de les famílies i el 2,2% de la població estaven per davall del llindar de pobresa.

## Poblacions més properes
El següent diagrama mostra les poblacions més properes.